# CTC바이오
주식회사 CTC바이오(CTC Bio)는 대한민국의 의약품 기업으로, 본사는 경기도 화성시 동탄첨단산업1로 27, A동 901호에 있다.
매출은 동물약품군 약 59.13%, 인체약품군 약 40.87%로 이루어져 있다.

## 논란
경영권 분쟁은 2021년 이민구 대표가 최대주주로 등장하며 시작됐으나, 전임 전홍열 대표가 지분을 매입하고 파마리서치와 연합해 반격을 준비하며 이어졌고 최근 파마리서치는 주총 결의 부존재 확인 소송을 제기하며, 3차 경영권 분쟁이 본격화됐다.